# شانشو
شانشو (به لاتین: Shanxu) یک شهرک در جمهوری خلق چین است که در شهرستان فوسوی واقع شده‌است. شانشو ۲۸۳ کیلومتر مربع مساحت و ۳۸٬۰۰۰ نفر جمعیت دارد.